# Lionel Laurent
Lionel Laurent (ur. 10 października 1964 w Moûtiers) – francuski biathlonista, brązowy medalista igrzysk olimpijskich i trzykrotny medalista mistrzostw świata.

## Kariera
W Pucharze Świata zadebiutował 3 marca 1985 roku w Lahti, zajmując 57. miejsce w sprincie. Pierwsze punkty zdobył 10 stycznia 1987 roku w Borowcu, gdzie w tej samej konkurencji był czternasty. Nigdy nie stanął na podium zawodów tego cyklu, najlepszy wynik osiągnął 23 stycznia 1992 roku w Anterselvie, kończąc rywalizację w biegu indywidualnym na czwartej pozycji. W zawodach tych walkę o podium przegrał z Norwegiem Geirem Einangiem. Najlepsze wyniki osiągnął w sezonie 1992/1993, kiedy zajął 26. miejsce w klasyfikacji generalnej.
W 1993 roku wystartował na mistrzostwach świata w Borowcu, gdzie razem z Xavierem Blondem, Gilles'em Marguetem i Thierrym Dusserre'em zdobył brązowy medal w biegu drużynowym. Na tej samej imprezie zajął też trzynaste miejsce w biegu indywidualnym. Podczas rozgrywanych dwa lata później mistrzostw świata w Anterselvie wspólnie z Thierrym Dusserre'em, Patrice'em Bailly-Salins'em i Hervém Flandinem zajął drugie miejsce w sztafecie. Reprezentacja Francji w składzie: Thierry Dusserre, Franck Perrot, Lionel Laurent i Stéphane Bouthiaux zdobyła tam także brązowy medal w biegu drużynowym.
Podczas igrzysk olimpijskich w Lillehammer w 1994 roku wspólnie z Bailly-Salins'em, Dusserre'em i Flandinem wywalczył brązowy medal w sztafecie. Zajął tam również 32. pozycję w biegu indywidualnym. Brał też udział w igrzyskach olimpijskich w Albertville dwa lata wcześniej, gdzie bieg indywidualny ukończył na 47. miejscu.
Po zakończeniu kariery został trenerem, prowadził między innymi żeńską reprezentację Francji.

## Osiągnięcia

### Igrzyska olimpijskie
| Rok  | Miejscowość | Konkurencje | Konkurencje | Konkurencje | Konkurencje | Konkurencje | Konkurencje | Konkurencje |
| Rok  | Miejscowość | IN          | SP          | PU          | MS          | RL          | MR          | SR          |
| ---- | ----------- | ----------- | ----------- | ----------- | ----------- | ----------- | ----------- | ----------- |
| 1992 | Albertville | 47.         | –           | nd.         | nd.         | –           | nd.         | –           |
| 1994 | Lillehammer | 32.         | –           | nd.         | nd.         | 3.          | nd.         | –           |

### Mistrzostwa świata
| Rok  | Miejscowość            | Konkurencje | Konkurencje | Konkurencje | Konkurencje | Konkurencje | Konkurencje | Konkurencje |
| Rok  | Miejscowość            | IN          | SP          | PU          | MS          | RL          | MR          | SR          |
| ---- | ---------------------- | ----------- | ----------- | ----------- | ----------- | ----------- | ----------- | ----------- |
| 1986 | Oslo                   | 45.         | –           | nd.         | nd.         | 10.         | nd.         | –           |
| 1987 | Lake Placid            | –           | 34.         | nd.         | nd.         | 7.          | nd.         | –           |
| 1989 | Feistritz              | 51.         | 66.         | nd.         | nd.         | –           | nd.         | –           |
| 1990 | Mińsk/Oslo/Kontiolahti | –           | 28.         | nd.         | nd.         | –           | nd.         | –           |
| 1993 | Borowec                | 13.         | –           | nd.         | nd.         | 8.          | nd.         | –           |
| 1995 | Anterselva             | –           | 33.         | nd.         | nd.         | 2.          | nd.         | –           |
| 1997 | Osrblie                | 72.         | –           | –           | nd.         | –           | nd.         | –           |

### Puchar Świata

#### Miejsca w klasyfikacji generalnej
| Sezon     | Miejsce |
| --------- | ------- |
| 1984/1985 | -       |
| 1985/1986 | -       |
| 1986/1987 | 56.     |
| 1988/1989 | 39.     |
| 1989/1990 | 52.     |
| 1990/1991 | 55.     |
| 1991/1992 | 28.     |
| 1992/1993 | 26.     |
| 1993/1994 | 36.     |
| 1994/1995 | 39.     |
| 1995/1996 | 58.     |
| 1996/1997 | -       |

#### Miejsca na podium chronologicznie
Laurent nigdy nie stanął na podium indywidualnych zawodów PŚ.